# Видрученко Аліна Юріївна
Аліна Юріївна Видрученко (нар. 27 липня 2003, Миколаїв) — українська спортсменка з настільного тенісу. Член національної юніорської збірної України. Майстер спорту України з настільного тенісу. Гравець клубу Суперліги України «СумДУ Грація» (Суми).

## Життєпис
Народилася в Миколаєві. 2009 року почала навчатись в СШ № 64 Миколаєва. 2013 року вступила до Миколаївського муніципального колегіуму ім. Чайки. У 13 років перейшла до Київського спортивного ліцею-інтернату.

## Спортивний життєпис

### Мінікадетський і кадетський період
Кар'єра Аліни у настільному тенісі почалася завдяки ініціативі батька — Юрія Олександровича Видрученко, прихильника гри у настільний теніс. 2009 року він відвів Аліну до секції настільного тенісу ДЮСШ № 1 Миколаєва, її тренером став Ігор Володимирович Зубенко. 2011 року вона стає чемпіонкою Миколаєва у своїй віковій категорії.

У шкільний період бере участь у регіональних дитячих турнірах, їздить по Україні. Серед турнірів, де вона отримувала призові місця, були такі: «Кубок Строкатова» (Жовква), «Софіївка» (Умань), «Кубок Чорного моря» (Сергіївка), турнір пам'яті Юрія Голубєва (Ізмаїл), турніри, організовані Марією Войтехової (Херсон), «Різдвяні ігри» (Ялта), турнір пам'яті Юрія Козія (Львів), турніри в клубі «Гурман» (Київ). 2013 року в Росії на турнірі в Шебекіному отримала бронзову медаль.

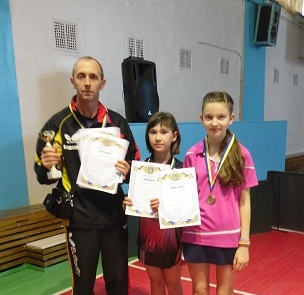
Аліна в складі команди Миколаївської області на чемпіонаті України серед мінікадетів, 2015

Щорічно брала участь в обласних турнірах з настільного тенісу. 2014 року вперше потрапила на чемпіонат України (Умань, 14-18 жовтня), де отримала бронзову нагороду в поєдинках проти старших суперниць (у парі з Катериною Воронцовою). На мінікадетському чемпіонаті 2015 року (Умань, 26-30 червня) отримала призові місця у особистому, змішаному та командному розрядах.
Після 8 класу Аліна потрапляє до Київського спортивного ліцею-інтернату та київський клуб настільного тенісу «Лідер», де вона тренується під керівництвом тренерів Тетяни Борисівни Кокуніної та Яніни Юріївни Кокуніної. Тут значно зростає її спортивна майстерність.
У сезоні 2015—2016 її запрошують до складу команди вищої ліги України «ДЮСШ-4» (Запоріжжя), де вона відіграла два роки, а команда змогла добитися бронзової нагороди. У 2016 році вона виконує норматив кандидату у майстри спорту України.

### Юніорський період
2017 року займає друге місце в особистому розряді на чемпіонаті України серед юніорів.
У сезоні 2017—2018 вона грає за команду Суперліги «Гурман» (Київ) та завойовує третє місце. У 2018 році вона виконує норматив майстра спорту України. У сезоні 2018—2019 залучена за команду Суперліги "ДЮСШ-3 (Київ), а у сезоні 2019—2020 — за команду Суперліги «СумДУ Грація» (Суми).
2019 року Аліна стає чемпіонкою України серед юніорів (Запоріжжя, 5-7 квітня). Крім золотої нагороди в особистому заліку, вона отримує срібні нагороди в парах (з Анастасією Димитренко) та у складі команди Київ-2. Цього ж року посідає третє місце на чемпіонаті України серед гравців віком до 21 року. 2020 року стає срібною призеркою на ТОП-12 юніорів України (Чернігів, 31 січня — 2 лютого).

### У складі національної збірної України
2018 року Аліну залучають до національної кадетської збірної, яка брала участь у чемпіонаті Європи з настільного тенісу серед юніорів і кадетів (Клуж-Напока, Румунія, 15-24 липня).
2019 року її запрошують до складу національної юніорської збірної України для участі у юніорському чемпіонаті Європи з настільного тенісу — 2019 STAG European Youth Championships (Острава, Чехія, 7-16 липня 2019 року).
2020 року вона з іншими членами національної юніорської збірної України бере участь у відкритому чемпіонаті Фінляндії з настільного тенісу (Finlandia Open, Лог'я, 5-8 грудня). У турнірі серед дорослих тенісисток вона у парі з Веронікою Гуд завойовує бронзові нагороди.